# کندرول

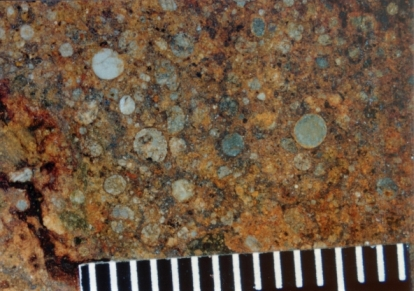
کندرول‌ها در پهنهٔ برشی از یک کندریت. یک قیاس میلی‌متری نیز برای مقایسهٔ اندازه نشان داده شده‌است.

کُندرول (به یونانی: χόνδρος) با تلفظ کندرس (به معنی دانه)، و (به انگلیسی: Chondrule)، به دانه‌های
گِردی گفته می‌شود که در کندریت‌ها یافت می‌شوند. پیش از آن‌که در روند برافزایشِ سیارک‌ها، به سیارک مادر (سیارکی که در نهایت همراه با کندریت‌ها از آن جدا شده‌اند) بپیوندند، کندرول‌ها به صورت قطره‌های مذاب یا نیمه‌مذابی در فضا شکل گرفته‌اند. از آنجا که کندریدها نمونه ونمایان‌گر یکی از کهن‌ترین مواد جامد درون سامانهٔ خورشیدی هستند؛ و به نظر می‌رسد که از خشت‌های بنیادی سامانه‌های سیاره‌ای هستند، این بدین معنی است که پی‌بردن به چگونگی شکل‌گیری کندرول‌ها برای درک چبود و فرایندهای توسعهٔ سامانه‌های سیاره‌ای مهم و ضروری است.

## فراوانی و اندازه
گونه‌های مختلف شهاب‌سنگ‌های سنگی غیر فلزی به نام کندریت‌ها حاوی دانه‌های مختلف کندرولی هستند (جدول زیر). به‌طور کلی، کندریت‌های کربن‌دار حاوی کمترین درصد (حجمی) کاندرول‌ها هستند، تا آنجا که کاندرول‌های CI؛ که متناقض با تعریف، باآن‌که هیچ کندرولی در آن‌ها تشخیص داده نشده، به عنوان کندریت شناخته می‌شوند، در حالی که بیشترین مقدار کندرول را کندریت‌های معمولی و استاتیت دارند. کندریت‌های معمولی ۸۰ درصد از شهاب‌سنگ‌هایی که به زمین می‌افتند را تشکیل می‌دهند، و این کندریت‌ها خود حاوی ۶۰ تا ۸۰ درصد کندرول هستند، این به این معنی است که بیشتر مواد معدنی که (به استثنای گردوغبار) روی زمین می‌افتند از کندرول ساخته شده‌اند.
اندازهٔ قطرکاندرول‌ها می‌تواند تنها از چند میکرومتر تا به بیش از ۱ سانتیمتر (۰٫۳۹ اینچ) (0.39 in) برسد. دوباره در این‌جا هم انواع مختلف کندریت‌ها دارای اندازه‌های مختلفی از کندرول هستند: کوچکترین آن‌ها در گونه‌های: CH, CM و CO هستند (رده‌بندی شهاب‌سنگ‌ها)، کمی بزرگ‌ترها در کندریت‌های CR, CV, L، LL, R، و بزرگ‌ترین‌ها در برخی از کندریت‌های CB (جدول زیر را ببینید) دیده می‌شوند. دیگر گروه‌های کندریتی در میان این گروه‌بندی‌ها قرار داده شده‌اند.